# Bernardo Dorado
Bernardo Dorado (1710, La Mata de la Armuña, 26 de marzo de 1778) fue un sacerdote español que hizo de historiador y profesor de teología. Sus estudios históricos específicios sobre la ciudad de Salamanca hicieron que fuese conocido por haber escrito el «Compendio Histórico de la Ciudad de Salamanca» en 1776. Esta obra se dedica con énfasis a la historia de la diócesis de Salamanca desde el siglo XI. 
Tras cursar estudios en la Universidad de Salamanca fue párroco en su ciudad natal hasta el día de su muerte.